# Bjørn Dæhlie
Bjørn Dæhlie va néixer a Elverum, Noruega, 19 de juny de 1967. És un esquiador de fons noruec, ja retirat, que ostenta el rècord de medalles (10) aconseguides en uns Jocs Olímpics d'Hivern. Considerat un dels millors esquiadors de la història té en el seu palmarès vuit títols olímpics i nou títols del Campionat del Món. No obstant això, està per darrere del seu compatriota Petter Northug pel nombre de títols, amb tretze per aquest últim contra nou per Dæhlie.
Va participar en els Jocs Olímpics d'Hivern de 1992 realitzats a Albertville (França), on aconseguí guanyar quatre medalles olímpiques: tres medalles d'or en les proves de 50 km, persecució 10/15 km i relleus 4x10 km i una medalla de plata en la prova dels 30 km, a més de finalitzar quart en els 10 quilòmetres. En els Jocs Olímpics d'Hivern de 1994 realitzats a Lillehammer (Noruega) aconseguí guanyar quatre noves medalles: dues medalles d'or en les proves de 10 km i persecució 10/15 km i dues medalles de plata en els 30 km i els relleus 4x10 km, a més de finalitzar quart en els 50 quilòmetres. Finalment, en els Jocs Olímpics d'Hivern de 1998 realitzats a Nagano (Japó) novament aconseguí quatre medalles: tres medalles d'or en les proves de 10 km, 50 km i relleus 4x10 km, i una medalla de plata en la persecució 10/15 km, a més de finalitzar vintè en la prova dels 30 quilòmetres.
Al llarg de la seva carrera aconseguí guanyar 17 medalles en el Campionat del Món d'esquí nòrdic, nou d'elles d'or, destacant especialment l'edició de 1997 en la qual aconseguí guanyar medalles en les cinc proves disputades.
Un accident ocorregut el 2000 provocà el retir de l'esportista.

## Carrera
Bjørn Dæhlie va donar els seus primers passos en l'esquí de fons als tres anys quan li van regalar un parell d'esquís vermells. Amb els seus pares va viatjar pel país. També va practicar el salt d'esquí, fins i tot participant en una competició als deu o dotze anys. També va fer esquí de fons a l'escola, participant en curses. Va practicar la combinada nòrdica abans d'especialitzar-se cap als quinze anys en esquí de fons.
Al seu club, es va entrenar des dels setze anys amb Lars-Erik Eriksen, membre de l'equip noruec i medallista olímpic i mundial. Bjørn Dæhlie, aspirant a l'esquí de fons noruec, va formar part de la delegació noruega als Jocs Olímpics d'hivern de 1988 a Calgary. No obstant això, no va participar en cap esdeveniment Noruega acaba aquesta edició amb un dels pitjors registres de la seva història als Jocs d'Hivern amb cinc medalles i cap títol
Va participar en la seva primera cursa de la Copa del Món durant la temporada 1988-1989 a Kavgolovo. Va acabar onzè en aquesta cursa, guanyada per Vegard Ulvang A la següent cursa, a Nove Mesto, va acabar quart en un estil lliure de quinze quilòmetres Després va participar en els seus primers campionats del món, durant l’edició de 1989 de Lahti. Va acabar onzè en els cinquanta quilòmetres lliures. Més tard, va acabar quinze en els cinquanta quilòmetres estil lliure a Holmenkollen i sisè en el clàssic de trenta quilòmetres a Falun, l'última cursa de la temporada de la Copa del Món.
Bjørn Dæhlie va debutar a la Copa del Món a Silver Star on va quedar catorzè i després segon. Va guanyar la seva primera victòria de la temporada a Thunder Bay en una cursa clàssica de trenta quilòmetres. Al gener, va guanyar la clàssica de trenta quilòmetres a Kavgolovo i una setmana després els quinze quilòmetres lliures a Cogne.
Va aconseguir el seu primer podi de la temporada a Minsk durant un quinze quilòmetres lliures, per darrere de Vladimir Smirnov que domina aquest inici de temporada amb tres victòries en cinc curses disputades abans del mundial de Val di Fiemme. Dæhlie va guanyar l'última cursa abans d'aquest esdeveniment guanyant més de trenta quilòmetres lliures de Strbske Pleso.
Bjørn Dæhlie va guanyar la seva primera victòria a la Copa del Món durant la primera cursa de la Copa del Món 1989-1990, a Salt Lake City, en un clàssic de quinze quilòmetres davant de Vegard Ulvang. En aquesta distància, però en estil lliure, va acabar segon una setmana després a Calgary darrere del suec Christer Majbäck. A mitjans de febrer va aconseguir la seva segona victòria al Mundial, en un quinze lliure a Campra davant Vegard Ulvang. Quatre dies després a Val di Fiemme, va ser derrotat pels suecs Gunde Svan i Ulvang en una clàssica cursa de trenta quilòmetres. A Lahti, va aconseguir la seva tercera victòria de la temporada guanyant per davant de Vegard Ulvang en una cursa de persecució de trenta quilòmetres. Va acabar aquesta temporada en el podi de la classificació general, guanyada per Vegard Ulvang amb 145 punts de Gunde Svan, 144, Dæhlie amb 118 punts.
Els esdeveniments d'esquí de fons als Jocs d'Albertville van començar amb una victòria de Vegard Ulvang per davant de Bjørn Dæhlie i Terje Langli. Dæhlie, al capdavant durant els tres primers intermedis, va acabar a 47 segons del seu compatriota. Aquesta és la primera vegada des dels Jocs de St. Moritz de 1948 i un hat-trick suec que les tres medalles en una cursa d'esquí de fons dels Jocs han estat guanyades per tres esquiadors de fons del mateix país. Ulvang també va guanyar la següent cursa, la clàssica de deu quilòmetres, que va aparèixer per primera vegada al programa dels Jocs Olímpics. En una cursa disputada sota fortes nevades, Dæhlie va ser segon i després primer de les dues classificacions intermèdies, després es va enfonsar al final de la cursa per acabar quart, 25 segons d'Ulvang, aquest últim quedant quart a tretze segons del seu compatriota en el segon intermedi. Bjørn Dæhlie es converteix en el primer campió olímpic de persecució en guanyar els quinze quilòmetres. Va arribar al seu compatriota Ulvang des del quart quilòmetre per guanyar amb 53,4 segons, l'italià Giorgio Vanzetta va acabar tercer. Després d'un primer relleu de Terje Langli, Ulvang va col·locar Noruega al capdavant del relleu quatre vegades deu quilòmetres a mig camí. Malgrat el repunt del relleu italià, Kristen Skjeldal passa el relleu per davant de Dæhlie. Aconsegueix el millor temps del dia per guanyar la segona medalla d'or: va guanyar amb un avantatge d'1 minut 26 sobre Silvio Fauner. Al llarg dels cinquanta quilòmetres, Dæhlie ocupa el capdavant de les quatre classificacions intermèdies, per davant dels italians Maurilio De Zolt i Giorgio Vanzetta. Amb aquesta medalla, Noruega va guanyar els cinc títols masculins d'esquí de fons.

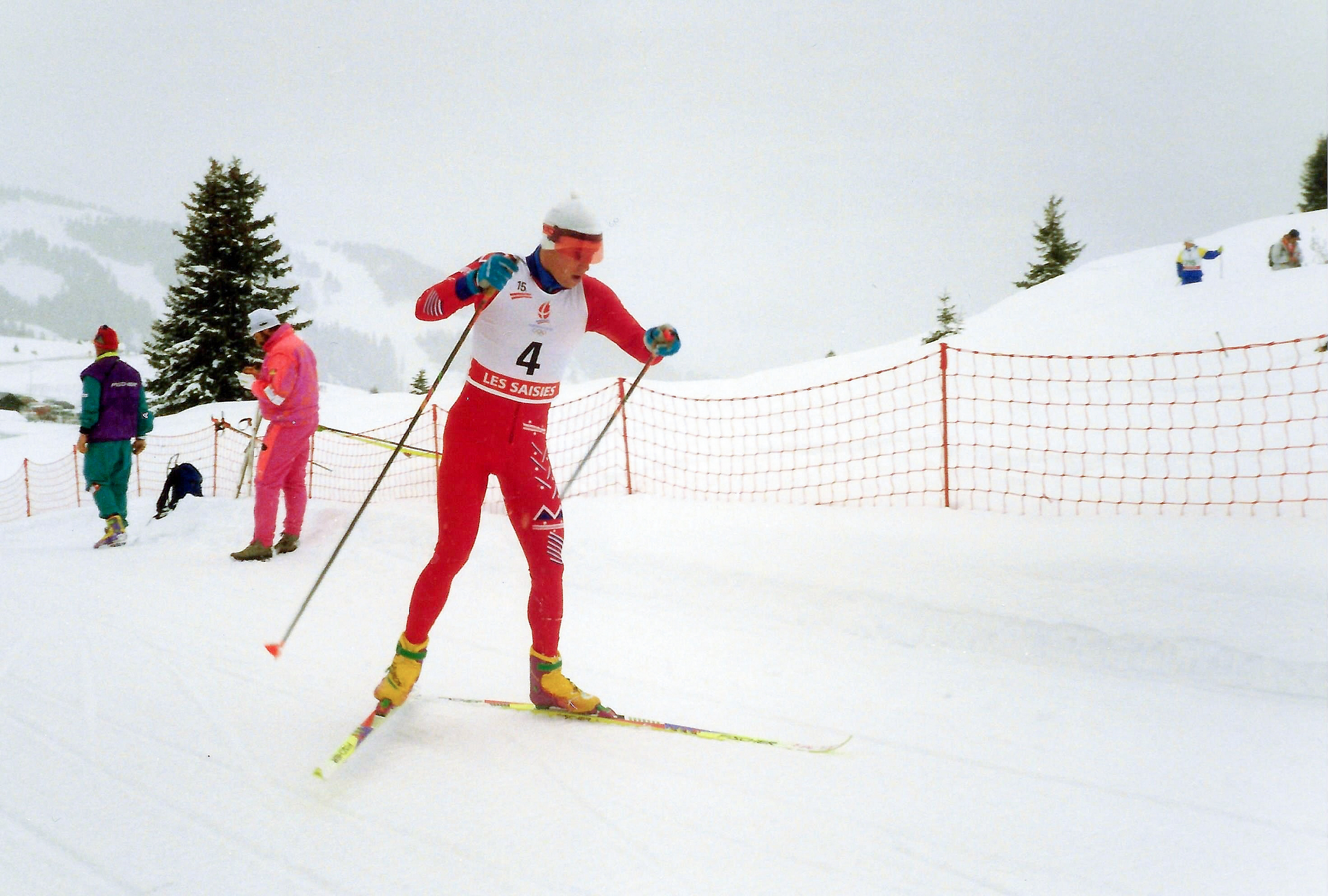
Bjørn Dæhlie durant la persecució masculina de 15 km dels J. O. d'Albertville, 15 de febrer de 1992.

L'endemà d'aquesta última prova, participa en una de les edicions de la Transjura, juntament amb la presència dels medallistes noruecs. Després va guanyar el clàssic 15 quilòmetres de Lahti i després va acabar el segon Funaesdalen de 30 quilòmetres lliure i vuitè del clàssic cinquanta de Vang, la seva última carrera de la Copa del Món. Per primera vegada en la seva carrera, va guanyar la classificació general d'aquesta amb 198 punts; davant de Vegard Ulvang, 196, Vladimir Smirnov i Terje Langli van compartir el tercer lloc.
Els Falun Worlds són l'objectiu principal de la temporada 1992-1993. Abans, Dæhlie va guanyar la seva primera cursa a Oslo i després va acabar segon a Idre, dues curses de la FIS. Va debutar a la Copa del Món a Ramsau on va acabar sisè en un estil lliure de deu quilòmetres i després va guanyar una clàssica de quinze quilòmetres. A Val di Fiemme, va acabar vuitè en una cursa lliure de trenta quilòmetres. A principis de gener, va guanyar la clàssica de trenta quilòmetres a Kavgolovo, després va ser cinquè a Falun, abans de quedar tercer en les dues últimes curses abans del món, a Ulrichen i Bohinj. Va estar 21 segons per davant de Vegard Ulvang i Vladimir Smirnov durant la primera cursa, els trenta quilòmetres. Quart en la cursa de deu quilòmetres, guanyada pel noruec Sture Sivertsen per davant de Smirnov i Ulvang, va ser nomenat guanyador conjunt de la primera persecució de la història dels campionats del món amb el kazakh Smirnov, els dos homes per davant dels seus oponents en més d'un un minut. El relleu noruec, format també per Sivertsen, Ulvang i Terje Langli, va guanyar per davant d'Itàlia i Rússia. En els cinquanta quilòmetres, va ser el suec Torgny Mogren qui va guanyar, per davant dels francesos Hervé Balland i Dæhlie. Després va acabar setè a Lahti en trenta quilòmetres lliures i després cinquanta lliures a Oslo abans d'acabar amb una victòria durant la cursa de la FIS a Strbske Pleso. Amb 696 punts, conserva el globus de cristall, per davant de Smirnov que suma 649 i Ulvang, 576.
Guanyador de la cursa de la FIS a Kiruna, després segon una setmana més tard a Geilo, encara a la FIS, va acabar sisè en la seva primera cursa de la Copa del Món a Santa Caterina. Va guanyar els quinze quilòmetres lliures a Davos, després va acabar les seves dues darreres curses de desembre, a Dobbiaco, en setena i tercera posició. Quart a Lillehammer en una cursa de la FIS, va acabar segon a Kavgolovo, un clàssic de quinze quilòmetres, i a Oslo, a la mateixa distància però estil lliure. El gran esdeveniment de la temporada, els Jocs Olímpics, té lloc a casa seva a Noruega, a Lillehammer. La primera prova d'esquí de fons són els trenta quilòmetres. Vladimir Smirnov, guanyador de cinc de les proves individuals disputades a la Copa del Món, només va acabar desè en aquesta, guanyada pel noruec Thomas Alsgaard per davant de Dæhlie i Mika Myllylä. Durant els deu quilòmetres clàssics, Daehlie, que estava per davant de Smirnov amb 1,7 segons a mig camí, va guanyar l'esdeveniment per davant seu amb una avantatge de 18 segons. Aquest últim va obtenir la primera medalla olímpica per al seu nou país, el Kazakhstan. Durant la persecució, Dæhlie es va convertir en l'esquiador de fons més reeixit de la història en guanyar el seu cinquè títol olímpic, una vegada més per davant del kazakh Davant de 105.000 espectadors, tres equips estan al capdavant quan Dæhlie agafa l'últim relleu noruec: Itàlia, Finlàndia i Noruega. L'italià Silvio Fauner i el noruec deixen anar el finlandès, després, pràcticament aturats al capdamunt de l'última pujada, els dos esquiadors de fons competeixen per la victòria. L'italià, que es va posar al capdavant en l'últim quilòmetre, va aconseguir mantenir el liderat a la meta. Tot i que el titular, Dæhlie, que domina més en lliure que en clàssic, no és l'únic favorit per als clàssics cinquanta quilòmetres. També es cita: Vladimir Smirnov, Aleksey Prokurorov, vencedor de l'edició de 1993 de la cinquantena clàssica d'Homenkollen, el suec Torgny Mogren, vencedor dels dos últims títols mundials de la distància no sent enfilat pel seu equip. Smirnov, que havia dominat els temps intermedis des del km 7,8, va guanyar la cursa per davant de Mika Myllylä, Dæhlie, encara segona al km 33,4 acabant finalment quarta. Després d'aquests jocs, va acabar segon a Lahti, 25 a Falun i sisè en els cinquanta quilòmetres a Thunder Bay. Va acabar la seva temporada amb un tercer lloc en una cursa FIS de trenta quilòmetres a Kiruna. Va acabar segon a la Copa del Món amb 680 punts, per darrere de Smirnov.
Segon a Beitostoelen pel seu debut a la Continental Cup durant la temporada 1994-1995, va guanyar l'endemà, a la cursa FIS, a Geilo. La setmana següent, va competir en la seva primera cursa de la Copa del Món a Kiruna amb una victòria en una cursa de deu quilòmetres. Al desembre, va ser segon, primer i quart respectivament a Tauplitzalm i després en dues curses a Sappada. A principis d'any, va guanyar els trenta quilòmetres a Oestersund i va acabar quart a Nove Mesto. A Lahti, va aconseguir dos llocs al podi, segon en quinze quilòmetres lliures i després tercer en la mateixa distància, però en estil clàssic. A Falun, va guanyar els clàssics trenta quilòmetres. Una setmana després, en els cinquanta quilòmetres d'Holmenkollen, va acabar 48. Durant els campionats del món, celebrats a Thunder Bay al Canadà, va ser batut per Vladimir Smirnov en els trenta quilòmetres, després de nou en els clàssics deu quilòmetres. L'endemà va acabar cinquè en la persecució, també guanyada per Smirnov. El relleu noruec va guanyar els quatre cops deu quilòmetres per davant de Finlàndia i Itàlia. En els cinquanta quilòmetres, començant a dos minuts de Smirnov, Dæhlie s'hi va unir però, al final de la cursa, el kazakh va avançar al seu rival i es va escapar. Tanmateix, això va resultar insuficient per aconseguir un millor temps que el noruec. Els dos homes van ser colpejats per l'italià Silvio Fauner. Va guanyar la seva última Copa del Món de la temporada, a Sapporo, després va acabar desè a Pitea en una cursa Continental Cup. Amb 930 punts, va guanyar la classificació general de la Copa del Món, per davant de Smirnov i Fauner.
Durant la temporada següent, va pujar al podi en les deu primeres curses en què va competir. segon i tercer durant les curses de la FIS a Beitostoelen, va acabar segon en la seva primera cursa de la Copa del Món, un deu quilòmetres a Vuokatti, després va guanyar cinc victòries, un quilòmetre a Gaellivare, un clàssic de trenta a Davos, un quinze lliure a Brusson i un clàssic. deu i un quinze lliure a Santa Caterina. Segon a Asarna durant una cursa de la FIS, va acabar tercer a Strbske Pleso en un cinquanta lliure. Va ser a Nove Mesto on va baixar del podi per primera vegada, amb un quart lloc. Primer a Seefeld en una cursa de deu quilòmetres, va ser tercer a Kavgolovo en una cursa de quinze quilòmetres i segon en una cursa de trenta quilòmetres a Trondheim. Va obtenir el mateix resultat en el mateix format a Lahti. A Falun, va ser segon en una clàssica de deu quilòmetres i després va acabar setè en la persecució de quinze quilòmetres. Va acabar quart en la seva última cursa de la Copa del Món, la Holmenkollen cinquanta, abans de competir en tres curses de la FIS, aconseguint un quinze lloc a Kalix i dues victòries a Boden i Kiruna.
Dæhlie va guanyar les seves tres primeres carreres de la temporada 1996–97, a la Continental Cup, la Copa del Món i una cursa de la FIS. El mes següent, al desembre a Davos, va acabar divuite en un deu quilòmetres abans de guanyar la setmana següent en un quinze quilòmetre lliure a Brusson a Itàlia. Va continuar amb una victòria en una clàssica de trenta quilòmetres a Oberstdorf. Al gener, va acabar quart, sisè i cinquè respectivament a les curses de la Copa del Món celebrades a Kavgolovo i Hakuba al Japó durant les dues darreres. Per a la seva primera cursa dels campionats del món celebrats a Noruega a Trondheim, un estil lliure de trenta quilòmetres, va ser superat per disset segons per Alexei Prokourorov. S'ha venjat d'aquest superant-lo per 27 segons en els deu quilòmetres clàssics, una diferència que ha augmentat durant els quinze quilòmetres de la persecució on ha guanyat per 50 segons a Mika Myllylä i Prokourorov. Després d'una victòria contra Finlàndia i Itàlia amb el relleu, Bjørn Dæhlie va acabar tercer en els clàssics cinquanta quilòmetres, per darrere de Mika Myllylä i Erling Jevne. Després va guanyar la clàssica de quinze quilòmetres a Falun, per davant de dos compatriotes, Sture Sivertsen i Erling Jevne, i l'esprint lliure a Sunne. Durant els cinquanta quilòmetres a Holmenkollen, va acabar tercer darrere de Pietro Piller Cottrer i Tor Arne Hetland. Amb 845 punts, va acabar primer, per davant de Mika Myllylä, a la classificació general de la Copa del Món, igualant així el rècord de Gunde Swan. També va guanyar el primer rànquing en els sprints, per davant de l'italià Fulvio Valbusa, amb Mika Myllyä per davant seu per al primer rànquing en les curses de distància.
Dæhlie va debutar a la Copa del Món a Beitostoelen on va guanyar la clàssica cursa de deu quilòmetres, per davant de Vladimir Smirnov. Al desembre va participar en un sprint a Milà, després va aconseguir dues victòries a Val di Fiemme; un clàssic de deu quilòmetres i un quinze quilòmetres lliures, abans d'acabar aquesta etapa italiana amb un tercer lloc en un nou quinze quilòmetres lliures, una cursa guanyada per l'italià Fulvio Valbusa per davant de Thomas Alsgaard. El mateix mes, va estar present a Davos on va guanyar els clàssics trenta quilòmetres. Per a la seva última cursa abans dels Jocs, va acabar quart en una cursa de quinze quilòmetres a Ramsau.
Durant la primera cursa dels Jocs Olímpics de Nagano, disputada en males condicions amb fortes nevades i pluja, Dæhlie va quedar sisè en el primer intermedi però, a causa d'una mala depilació, va retrocedir gradualment fins a acabar vintè en el rànquing Durant la clàssica cursa de deu quilòmetres, que va guanyar per davant de l'austríac Markus Gandler i el finlandès Mika Myllylä, va tornar després de la seva carrera a la meta per donar la benvinguda al kenyà Philip Boit, que va acabar amb vint minuts darrere seu. Començant al capdavant dels quinze quilòmetres de la persecució, li acompanya Thomas Alsgaard. Els dos noruecs van competir pel títol de l'esprint, amb Alsgaard guanyant la medalla d'or. Tercer portador de la torxa del seu equip, que és desè després del primer relleu de Sture Sivertsen i segon després del d’Erling Jevne, que li passa el relleu amb dotze segons de retard, Dæhlie s'uneix ràpidament al tercer italià Fabio Maj però no aconsegueix superar-lo. El noruec va guanyar l'esprint per dues dècimes. En els clàssics cinquanta quilòmetres en què el principal favorit, Myllylä, va estar absent, Dæhlie va acabar amb una avantatge de vuit segons sobre el suec Niklas Jonsson i l'austríac Christian Hoffmann. Amb l'esquiadora de fons russa Larissa Lazútina, és l'atleta més reeixit amb tres medalles d'or als partits d'ahir. Després va competir en tres esdeveniments de la Copa del Món, a Lahti, Falun i Oslo, el seu millor resultat va ser un tercer lloc als cinquanta quilòmetres de Holmenkollen. Thomas Alsgaard, amb 790 punts, està per davant de Bjørn Dæhlie en el rànquing general de la Copa del Món. Els dos homes van acabar en el mateix ordre en el rànquing de velocitat i mitja distància, i en el mundial de llarga distància.
Durant la temporada 1998-1999, va acabar al podi en totes les curses de la Copa del Món anteriors als mundials, aconseguint quatre victòries consecutives, a Dobbiaco amb deu quilòmetres lliures i una clàssica de quinze quilòmetres, a Davos durant una clàssica de trenta quilòmetres i Nove Mesto amb un clàssic de quinze i dos segons llocs. Als mundials de Ramsau, a Àustria, va quedar tercer en els trenta quilòmetres, 42 segons de Mika Myllylä, i Thomas Alsgaard va quedar segon. En la clàssica cursa de deu quilòmetres guanyada novament per Myllylä, va acabar cinquè, a 26,4 segons del guanyador. Durant els quinze quilòmetres de la persecució, va acabar sisè. El relleu noruec va acabar segon en els quatre cops deu quilòmetres, per darrere d'Àustria. Malalt, no va participar en els cinquanta quilòmetres, Myllylä guanyant la seva tercera medalla d'or Per primera vegada des dels campionats mundials de 1989, Dæhlie no va guanyar una medalla d'or en un campionat important. Amb les seves dues noves medalles va assolir la xifra de disset medalles al campionat del món, igualant així el rècord de l'esquiadora de fons soviètica i després russa Ielena Välbe. Després dels campionats del món, va guanyar un clàssic de quinze quilòmetres a Lahti, sisè en trenta quilòmetres a Falun. Com des de l'inici de la seva carrera, no va aconseguir guanyar els cinquanta quilòmetres de Holmenkollen, quedant segon darrere de l'austríac Michail Botvinov. L'austríac Botvinov està per davant seu en el rànquing de curses de distància, amb Dæhlie guanyant el rànquing d'esprint per davant de Tor Arne Hetland. Bjørn Dæhlie va obtenir 885 punts per a la temporada, guanyant la classificació general per davant de Michail Botvinov i Mika Myllylä. Amb aquest sisè globus es va convertir en l'esquiador de fons amb més èxit de la Copa del Món.
Una lesió a l'esquena el va obligar a acabar la seva carrera l'any 2001.
El seu rècord de 46 victòries és igualat per la seva compatriota Marit Bjørgen el 2010-2011

## Llista de premis

### Jocs Olímpics
Fins a l'edició de Sotxi de 2014, Bjørn Dæhlie és l'atleta més condecorat de la història dels Jocs Olímpics d'Hivern amb dotze medalles. A Sotxi va ser superat pel seu compatriota Ole Einar Bjørndalen. Amb vuit medalles d'or, Dæhlie, Bjørndalen i Marit Bjørgen són els atletes amb més èxit.
Bjørn Dæhlie va guanyar les seves dotze medalles, vuit d'or i quatre de plata en tres edicions, en 1992, tres d'or i una de plata, en 1994, dues d'or i dues de plata i 1998, tres medalles d'or i una de plata. Va competir en un total de quinze proves, els seus altres resultats van ser dos quarts llocs i un vintè.
| Edició / Prova                        | 10 km | 15 km de persecució | 30 km | 50 km | 4 × 10 km |
| ------------------------------------- | ----- | ------------------- | ----- | ----- | --------- |
| Jocs olímpics d'hivern de 1992        | 4     | Or                  | plata | Or    | Or        |
| Jocs olímpics d'hivern de 1994/       | Or    | Or                  | plata | 4     | plata     |
| Jocs olímpics d'hivern de 1998/Nagano | Or    | Diners              | 20    | Or    | Or        |

Llegenda:
- primer lloc, medalla d'or
- segon classificat, medalla de plata
- tercer lloc, medalla de bronze

### Campionats del Món
Bjørn Dæhlie va competir en sis edicions dels Campionats del Món, de 1989 a 1999. Va guanyar disset medalles, convertint-lo en l'esquiador de fons masculí més condecorat. No obstant això, està per davant del seu compatriota Petter Northug pel nombre de títols, amb tretze per aquest últim contra nou per Dæhlie Va guanyar almenys un títol en quatre edicions, i almenys una medalla en cinc de les sis edicions. Va guanyar cinc títols individuals, inclosos dos de persecució, i quatre medalles d'or amb el relleu noruec. Durant l'edició de Trondheim de 1997, va guanyar cinc medalles, una en cadascuna de les curses. va guanyar quatre medalles en dues edicions, el 1993 a Falun i el 1995 a Thunder Bay
| Edició / Prova                              | 10 km          | 15 km      | 25 km Persecució | 30 km          | 50 km          | 4 × 10 km      |
| ------------------------------------------- | -------------- | ---------- | ---------------- | -------------- | -------------- | -------------- |
| Lahti 1989                                  |                |            |                  |                | 11è            |                |
| Val di Fiemme 1991                          | 9è             | medalla Or |                  |                | 4t             | medalla Or     |
| Campionats del món de ski nordic 1993/Falun | 4t             | No g       | medalla Or       | medalla Or     | medalla Bronze | medalla Or     |
| Th under Bay 1995                           | medalla Argent | No g       | 5è               | medalla Argent | medalla Argent | medalla Or     |
| Trondheim 1997                              | medalla Or     | No g       | medalla Or       | medalla Argent | medalla Bronze | medalla Or     |
| Ramsau 1999                                 | 5è             | No g       | 6è               | medalla Bronze |                | medalla Argent |